# Leon V (król Armenii)

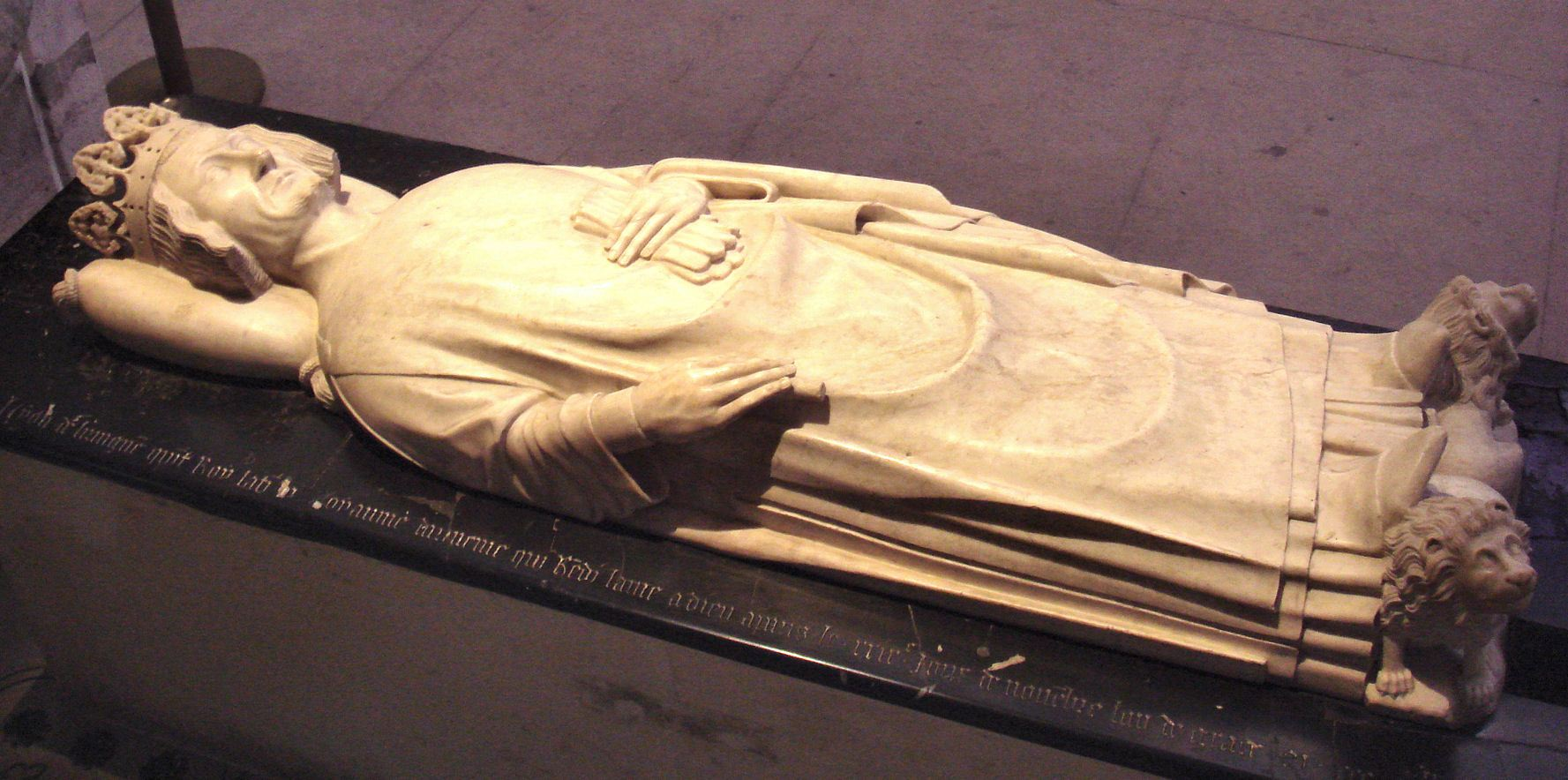
Nagrobek Leona V w bazylice w Saint-Denis

Leon V (ur. 1342, zm. 29 listopada 1393 w Paryżu) – ostatni król Małej Armenii z dynastii Lusignanów w latach 1374-1375. 
Był nieślubnym synem Jana (zm. 1343), konstabla i regenta Cylicji, wnukiem Amalryka z Tyru. W 1374 roku mamelukom udało się zdobyć Sis i Gaban, gdzie schronił się ostatni król Małej Armenii wraz z rodziną. Wydarzenia te oznaczały koniec królestwa. Leon V został wprawdzie uwolniony, ale pozbawiony jakichkolwiek posiadłości udał się do Francji, gdzie zmarł w 1393 roku w Paryżu. Trzy lata później prawa do tytułów Leona V zostały scedowane na Jakuba I, króla Cypru. Od tej pory tytuł króla ormiańskiej Cylicji był noszony przez władców wyspy wraz z tytułem króla Jerozolimy. 